# 三村乡
三村乡，是中华人民共和国云南省红河哈尼族彝族自治州红河县下辖的一个乡镇级行政单位。

## 行政区划
三村乡下辖以下地区：
三村、扎么村、依期洛村、坝木村、补干村和车同村。